# Неприятная работа
«Неприятная работа» (англ. Bitter Work) — девятый эпизод второго сезона американского мультсериала «Аватар: Легенда об Аанге».

## Сюжет
Аанг приступает к обучению магии земли. Тоф учит его быть твёрдым и сдвигать камень. Она показывает, как надо, но у Аватара не получается. Дяде Айро видится, как он проводил время со своим погибшим сыном, а потом он приходит в себя в присутствии Зуко. Племянник сделал ему чай, рассказав, что Азула вырубила его молнией. Они решают, что дядя продолжит обучать Зуко новым приёмам, дабы он был готов к встрече с сестрой. Катара просит Тоф быть с Аангом помягче, но та продолжает быть жёсткой. Поначалу Аватару довольно трудно, но потом у него что-то да получается. Пока Аанг учится быть твёрже, Сокка охотится на лосе-льва, но застревает в земле, когда прыгает на животное. Дядя Айро разговаривает с племянником о молнии, а затем показывает приём, но у Зуко получается только взрыв.
Тоф собирается сбросить на Аанга булыжник и завязывает ему глаза. Когда камень катится на Аватара с горы, маг воздуха подпрыгивает, испугавшись опасности. Тоф крича ругает Аанга и называет его мягкотелым трусом. Тогда Катара уводит его заниматься магией воды. У Зуко продолжают получаться только взрывы, и дядя говорит, что племяннику нужно усмирить бурю в своей душе, иначе он не овладеет молнией. Айро хочет научить его своему собственному приёму. Сокка общается со зверьком, на которого охотился. Обучая Аанга магии воды, Катара догадывается, что Аватару тяжело заниматься магией земли, потому что это его противоположная стихия. Дядя Айро рассказывает Зуко о всех народах, говоря, что племянник должен научиться понимать их и их стихии, чтобы стать таким же могущественным как Аватар. Тоф забирает орешки из сумки Аанга и показательно при нём разбивает их шестом Аватара. Аанг терпит это, а затем приходит Катара и говорит ему, что не может найти Сокку. Они разделяются и идут на поиски.
Аанг находит Сокку, но боится применять магию земли, чтобы вытащить его, но и не может позвать Тоф, дабы ему не было неловко. Аватар разговаривает с Соккой, и последний также знакомит его с лосе-львом, а затем приходит огромная мать зверька. Дядя Айро учит племянника проводить энергию по своему телу. Когда у Зуко получается, он хочет потренироваться с молнией, прося Айро направить молнию в него, но дядя отказывается выполнять такой опасный тест, и тогда Зуко решает найти другой источник молнии. Аанг возвращает матери её детёныша, но она все равно бросается на них. Сокке страшно, и он просит Аанга освободить его. Аватар не делает этого, но отгоняет лосе-львицу от Сокки, а затем стойко отбрасывает её магией воздуха, когда та бежит на него. Тоф наблюдала за этим. Он забирает у неё свой шест, проявив твёрдость, и она хвалит Аанга. У Аватара получается сдвинуть камень. После Тоф освобождает Сокку, и они возвращаются в лагерь. Аанг демонстрирует Катаре и Аппе свои умения. Зуко взбирается на вершину горы во время грозы и ждёт молнию, но та обходит его стороной.

## Отзывы

Динамика оценок IGN к эпизодам 2 сезона мультсериала

Макс Николсон из IGN поставил серии оценку 8,9 из 10 и написал, что тот факт, что «Земля — это противоположный элемент для Аанга», «сделал этот эпизод таким интересным для просмотра». Критик отметил, что «в конце концов, эта сюжетная линия была о том, как Аанг осознал важность отстаивания своей позиции не только физически, но и морально». Рецензент также написал, что «одна вещь, которая действительно отличает Айро от других магов огня, — это то, что он находит достоинства во всех стихиях».
Хайден Чайлдс из The A.V. Club отметил начальную сцену с Айро, в которой Зуко сделал ему невкусный чай, и написал: «Будь я на его месте, меня могло бы немного раздражать то, что за всё проведённое вместе время Зуко почему-то ничего не узнал об искусстве чая. Но Айро лучше меня», ведь дядя притворился, что ему понравилось. Рецензент также написал про фразу Айро («Важно научиться черпать мудрость из разных источников. Если брать её только в одном источнике, то она становится жёсткой и чёрствой. Научись понимать других, другие стихии и другие народы, и ты станешь совершенным»). Критику «жаль, что такую мудрость трудно постичь упрямому молодому человеку вроде Зуко».
Кевин Таш из Collider включил серию в список «7 важнейших эпизодов» мультсериала.